# リパトランソーネ
リパトランソーネ（伊: Ripatransone）は、イタリア共和国マルケ州アスコリ・ピチェーノ県にある、人口約4,100人の基礎自治体（コムーネ）。

## 地理

### 位置・広がり
アスコリ・ピチェーノ県のコムーネ。県都アスコリ・ピチェーノから北東へ22kmの距離にある。

#### 隣接コムーネ
隣接するコムーネは以下の通り。
- アックアヴィーヴァ・ピチェーナ
- カラッサーイ
- コッシニャーノ
- クプラ・マリッティマ
- グロッタンマーレ
- マッシニャーノ
- モンテフィオーレ・デッラーゾ
- オッフィダ

### 気候分類・地震分類
リパトランソーネにおけるイタリアの気候分類 (it) および度日は、zona E, 2218 GGである。
また、イタリアの地震リスク階級 (it) では、zona 2 (sismicità media) に分類される。

## 行政

### 分離集落
リパトランソーネには、以下の分離集落（フラツィオーネ）がある。
- Carmine, Messieri, Petrella, San Salvatore, San Savino, Trivio, Valtesino

## 姉妹都市
- サプリ、イタリア
- チェルタルド、イタリア